# 福田和也
福田 和也（ふくだ かずや、1960年（昭和35年）10月9日 - 2024年9月20日）は、日本の文芸評論家。慶應義塾大学名誉教授。株式会社BSフジ番組審議会委員を務めた。

## 経歴
東京都北区田端出身。高校生の時に神奈川県葉山町へ転居した 。お茶の水女子大学附属小学校、お茶の水女子大学附属中学校、慶應義塾高等学校を経て、慶應義塾大学文学部文学科仏文学専攻で古屋健三に師事し 、フランス文学研究の主流への激しい反発から「誰もテーマに選ぼうとしなかった」ファシズム作家を研究対象とし、第二次世界大戦期にナチス・ドイツへ積極的に協力（コラボラシオン）したフランスの文学者（コラボラトゥール作家）を研究テーマに選択する。
初出版は1989年12月に『奇妙な廃墟――フランスにおける反近代主義の系譜とコラボラトゥール』で、国書刊行会の編集者・佐々木秀一に要請され執筆した。著述は難航し、大学院在学中の1983年4月から1985年3月まで2年、大学を出て家業の福田麺機製作所を手伝いながら3年、執筆に専念して2年、と計7年間を費やした。本作で江藤淳に見出される。

### 1990年代
1990年、当時の編集長白川浩司の強いサポートにより月刊『諸君!』に「遥かなる日本ルネサンス」を連載開始、多大な反響を起こし論壇に登場した。近代日本の文芸評論を軸に文筆活動を開始した。『新潮』1991年4月号に「虚妄としての日本―モダニズムの地平と虚無の批評原理」を発表。1993年5月、『日本の家郷』（新潮社、1993年2月）で第6回三島由紀夫賞を受賞。なお同時受賞は車谷長吉『鹽壺の匙』（新潮社、1992年10月）だった。1996年、『甘美な人生』（新潮社、1995年5月）で第24回平林たい子文学賞評論部門を受賞する。なお小説部門の受賞は村上龍『村上龍映画小説集』（講談社、1995年6月）だった。1997年9月の第29回から新潮新人賞の選考委員を務める。1999年12月から、新たに創設された角川春樹小説賞の選考委員を務めるも2000年12月の第2回選考で辞任する。

### 2000年代
2000年5月の第13回選考から三島由紀夫賞の選考委員を務める。2002年7月から週刊誌『SPA!』で坪内祐三と連載対談を開始する。2002年11月、『地ひらく』で第11回山本七平賞を受賞する。2006年、『悪女の美食術』（講談社、2006年4月）で第22回講談社エッセイ賞を受賞する。野崎歓『赤ちゃん教育』（青土社、2005年7月）が同時受賞。以降『文藝春秋』『正論』『週刊新潮』『週刊文春』『産経新聞』『週刊現代』『新潮45』などで執筆している。ラジオはニッポン放送の様々な番組にコメンテーターとして出演し、 テレビはBSフジの『メッセージ.jp』の聞き手を除いて出演していなかったが、2006年4月から毎月第三金曜日に「とくダネ!」でレギュラー出演している。1996年9月から慶應義塾大学環境情報学部勤務となったが、学会活動はしていないと公言し、江藤淳の奨めでかつては比較文学会に所属していたが、この時期あたりにはどの学会にも所属していないとされる。慶應で非常勤講師を始めた際に江藤から、批評に専念するのではなかったのかと叱責されたが、その後江藤が慶大助教授の職を斡旋してくれたと語っている。福田ゼミ出身者には、一青窈、佐藤和歌子、酒井信、大澤信亮、鈴木涼美などがいる。2001年の秋学期には慶應義塾大学湘南藤沢キャンパスでの福田和也研究会に菊地成孔を招いた。
2003年に柳美里、坪内祐三、リリー・フランキーと共同編集で文芸誌『en-taxi』を創刊し、のちに柳が抜ける。坪内とは『SPA!』で、対談を長年続け深い関係だった。『en-taxi』ではしばしば立川談志へのインタビューを行っており、落語への造詣も深い。立川談春の文才を見抜き『en-taxi』誌上で『談春のセイシュン』（のちに単行本『赤めだか』、講談社エッセイ賞受賞）の連載もスタートさせた。2007年5月、第20回選考で三島由紀夫賞選考委員を辞任した。

### 2010年代
2010年9月、第9回選考から新潮ドキュメント賞の選考委員を務める。2011年、妻を置いて恋人とアパートに家出する。なお、福田と親しくしていた西部邁（評論家）は「…色欲、暴食…など色々と「人間関係の安定化」にとって有害との理由で禁じられて然るべきプロペンシティ（性向）が人間にはある」と述べている。2016年8月、第15回選考で新潮ドキュメント賞選考委員を辞する。2016年9月、新潮新人賞選考委員も辞任する。2018年4月、『SPA！』に長年連載した坪内祐三との対談が最終回となった。2022年、慶大教授を定年前に退職、名誉教授となる。なお2010年代後半から大病を患っており、本格的な著述活動を控えていた。
2024年9月20日午後9時47分、急性呼吸不全のため千葉県浦安市の病院で死去。63歳没。

## 保守論客として
デビュー後しばらくは「ファシストのパンク右翼」を自称し、『日本クーデター計画』を出版するなど世の良識を逆撫でする発言を繰り返した。ファシズムの思想史的意義を強調する一方で「失敗したファシズムが丁度良い」 などとも発言する。
左翼思想の変種とも揶揄されるポストモダニズムを、マルティン・ハイデガーを介してファシズムに繋げたが、一時期「友人」を名乗っていた「護憲派」の大塚英志からは「実は左翼」などと評された。
2000年に出版した『作家の値うち』で、純文学と大衆文学の現役作家を五十人ずつ、全百人の主要作品を百点満点で採点し、多くの有名作家作品を「読んでいると恥ずかしい」レベルなどと評し、浅田彰や安原顕からは厳しく批判された。師匠の江藤が評価しなかった古井由吉や村上春樹を評価し、江藤が絶賛した中上健次の『千年の愉楽』を「インチキポルノ」と評するなど、江藤とは文学の評価にかなりのズレがある。柳美里『ゴールドラッシュ』、島田雅彦「無限カノン三部作」を厳しく批評し、二人の反撥を招いたが、対談で手打ちをしている。

## 家族
妻圭子は二人目の妻で元・出版関係者。一人目の妻は慶應義塾大学文学部の同級生。

## 学歴
- 1967年 田端さくら幼稚園卒園
- 1973年 お茶の水女子大学附属小学校卒業
- 1976年 お茶の水女子大学附属中学校卒業
- 1979年 慶應義塾高等学校卒業
- 1983年 慶應義塾大学文学部文学科仏文学専攻卒業
- 1985年 同大学院文学研究科仏文学専攻修士課程修了

## 職歴等
- 1985年から91年 - 父（福田雅太郎）の会社・株式会社福田麺機製作所社員。営業を担当
- 慶應義塾大学非常勤講師
- 東洋女子短期大学非常勤講師
- 1996年 - 慶應義塾大学環境情報学部助教授
- 2003年 - 慶應義塾大学環境情報学部教授
- 2022年 - 退職、慶應義塾大学名誉教授

## 受賞歴
- 1993年 -『日本の家郷』で第6回三島由紀夫賞。
- 1996年 -『甘美な人生』で第24回平林たい子文学賞。
- 2002年 -『地ひらく――石原莞爾と昭和の夢』で第11回山本七平賞。
- 2006年 -『悪女の美食術』で第22回講談社エッセイ賞。

## 著作

### 文学
- 『奇妙な廃墟―1945』〈もうひとつのフランス・別巻〉（国書刊行会、1989年）　
  - 『奇妙な廃墟―フランスにおける反近代主義の系譜とコラボラトゥール』（ちくま学芸文庫、2002年）
- 『日本の家郷』（新潮社、1993年／洋泉社MC新書、2009年）
- 『甘美な人生』（新潮社、1995年／ちくま学芸文庫、2000年）
- 『保田與重郎と昭和の御代』（文藝春秋、1996年）
- 『日本人の目玉』（新潮社、1998年／ちくま学芸文庫、2005年）
- 『南部の慰安―福田和也文芸評論集』（文藝春秋、1998年）
- 『作家の値うち』（飛鳥新社、2000年）
- 『作家の値うちの使い方』（飛鳥新社、2000年）
- 『ろくでなしの歌―知られざる巨匠作家たちの素顔』（メディアファクトリー、2000年）
  - 『大作家“ろくでなし”列伝―名作99篇で読む大人の痛みと歓び』（ワニブックスPLUS新書、2009年）
- 『江藤淳という人』（新潮社、2000年）- 回想・追悼文集
- 『成熟への名作案内－大人になるための34冊』（PHPエディターズ・グループ、2002年）
  - 『最も危険な名作案内―あなたの成熟を問う34冊の嗜み』（ワニブックスPLUS新書、2009年）
- 『現代文学』（文藝春秋、2003年）
- 『贅沢な読書』（光文社、2003年／ちくま文庫、2006年）
- 『イデオロギーズ』（新潮社、2004年）
- 『福田和也の「文章教室」』（講談社、2006年）
  - 『福田和也の超実践的「文章教室」―スゴ腕作家はなぜ魂を揺さぶる名文を書けたのか』（ワニブックスPLUS新書、2010年）
- 『アイポッドの後で、叙情詩を作ることは野蛮である。』（扶桑社、2010年）
- 『アルエット・リミックス』（講談社、2010年）
- 『村上春樹 12の長編小説』（廣済堂出版、2012年）
- 『病気と日本文学　近現代文学論集』（洋泉社新書y、2012年）
- 『江國香織を読む ふてぶてしくも豪奢な美と愛』（廣済堂出版、2014年）
- 『山本周五郎で生きる悦びを知る』（PHP新書、2016年）
- 『鏡花、水上、万太郎』（キノブックス、2017年）
- 『ヨーロッパの死　未完連載集』（青土社、2018年）
- 『教養脳　自分を鍛える最強の10冊』（文春新書、2021年）
- 『放蕩の果て　自叙伝的批評集』（草思社、2023年）- 未収録文集

歴史
- 『魂の昭和史　震えるような共感、それが歴史だ』（PHPソフトウェアグループ、1997年）
  - 『魂の昭和史　すべての日本人に感じてほしい』（小学館文庫、2002年）- 上島嘉郎解説（担当編集者）
- 『地ひらく－石原莞爾と昭和の夢』（文藝春秋、2001年／文春文庫（上下）、2004年）
- 『滴みちる刻きたれば－松下幸之助と日本資本主義の精神』（全4冊、PHP研究所、2001-2006年）
- 『第二次大戦とは何だったか？－戦争の世紀とその指導者たち』（筑摩書房、2003年／ちくま文庫、2007年）
- 『乃木希典』（文藝春秋、2004年／文春文庫、2007年）
- 『山下奉文　昭和の悲劇』（文藝春秋、2004年／文春文庫、2008年）
- 『旅のあとさき　ナポレオンの見た夢』（講談社、2008年）
- 『旅のあとさき 世界を盗もうとした男　イタリア・エジプト編』（講談社、2009年）
- 『日本国怪物列伝』（角川春樹事務所、2009年／『怪物伝』 ハルキ文庫、2011年）- 27名の列伝
- 『教養としての歴史　日本の近代』（新潮新書（上下）、2008-09年）
- 『昭和天皇』（文藝春秋）第1-2部　2008年、第3-6部　2009-2012年、第7部（完結篇） 2014年／文春文庫（2011年2月-2016年11月）
- 『悪と徳と　岸信介と未完の日本』（産経新聞出版、2012年／扶桑社文庫、2015年）
- 『日本綺人物語』（廣済堂新書、2012年）
- 『二十世紀論』（文春新書、2013年）
- 『其の一日　近代日本偉人伝』（新潮社、2013年）
- 『大宰相・原敬』（PHP研究所、2013年）
- 『世界大富豪列伝　19-20世紀篇』（草思社、2021年9月）
- 『世界大富豪列伝　20-21世紀篇』（草思社、2021年9月）

社会政治
- 『遥かなる日本ルネサンス』（文藝春秋、1991年）
- 『「内なる近代」の超克　日本人として、如何に自らを語るのか』（PHP研究所、1993年）
  - 両書を併せ 『近代の拘束、日本の宿命』（文春文庫、1998年）
- 『日本人であるということ』（高木書房、1994年／ハルキ文庫、1997年）
- 『「覚悟」のない出発　日本は今、何を考えるべきか』（PHP研究所、1994年）
- 『なぜ日本人はかくも幼稚になったのか』（全4冊[13]：角川春樹事務所、1996-1999年／ハルキ文庫、2000年）
- 『この国の仇―「反論できない正論」を討つ』 (光文社、1998年)
- 『内でも外でもバカばかり　日本はいつから愚民の群れに堕したのか』（祥伝社、1998年）
- 『日本クーデター計画』（文藝春秋、1999年）
- 『平成ゾンビ集　世にも恐ろし巷談』（角川春樹事務所、1999年）
- 『空白の終焉へ　日本復興の思索』（PHP研究所、2000年）
- 『石原慎太郎の季節』（飛鳥新社、2001年）
- 『日本国の後始末　世にも恐ろし巷談』（角川春樹事務所、2002年）
- 『新・世界地図―直面する危機の正体』（光文社、2002年）
- 『総理の値打ち』（文藝春秋、2002年／文春文庫、2005年）
  - 『総理の値打ち 〈新版〉』（新潮新書、2016年）
- 『この国が待望する名宰相の条件 その品格と見識の研究』（祥伝社、2002年）　
  - 『宰相の条件　今、日本に必要な品格と見識』（祥伝社黄金文庫、2006年）
- 『いかにして日本国はかくもブザマになったか』（文藝春秋、2002年）
  - 『総理の資格』（文春文庫、2005年）
- 『なぜ今、「武士道」か―日本及び日本人の復活』（三笠書房、2002年）
- 『美智子皇后と雅子妃』（文春新書、2005年）
- 『大丈夫な日本』（文春新書、2006年）
- 『現代人は救われ得るか－平成の思想と文芸』（新潮社、2010年）
- 『総理の女』（新潮新書、2019年4月）
- 『平成批評－日本人はなぜ目覚めなかったのか』（角川新書、2019年4月）

エッセイ
- 『グロテスクな日本語』（洋泉社、1995年）
- 『人でなし稼業』（新潮社、1996年／新潮文庫、1999年）
- 『価値ある人生のために　若き友への手紙』（飛鳥新社、1999年）
  - 『岐路に立つ君へ　価値ある人生のために』（小学館文庫、2002年）
- 『罰あたりパラダイス』（扶桑社、1999年、完全版2003年）
- 『喧嘩の火だね』（新潮社、1999年）
- 『乃木坂血風録　人でなし稼業』（新潮社、2001年／新潮文庫、2003年）
- 『悪の対話術』（講談社現代新書、2000年）
- 『悪の恋愛術』（講談社現代新書、2001年）
- 『悪の読書術』（講談社現代新書、2003年）
- 『贅沢入門』（PHPソフトウェア・グループ、2002年）
- 『オバはん編集長でもわかる世界のオキテ』（新潮文庫、2002年）- 中瀬ゆかり[14]と対話形式
- 『超・偉人伝　カリスマたちは激しいのがお好き』（新潮文庫、2003年）
- 『俗ニ生キ俗ニ死スベシ 俗生歳時記』（筑摩書房、2003年）
- 『人を斬る覚悟があるか　宮本武蔵「五輪書」の真髄』（講談社、2003年）
- 『晴れ時々戦争 いつも読書とシネマ』（新潮社、2004年）-「週刊新潮」に連載したコラム。
- 『闘う書評』（新潮社、2008年）- 同上、主に「ですます調」での書評。
- 『ひと月百冊読み、三百枚書く私の方法』（PHPソフトウェア・グループ、2001年 / PHP文庫、2004年 / PHPビジネス新書（改訂版）、2014年）
- 『ひと月百冊読み、三百枚書く私の方法2』（PHPソフトウェア・グループ、2004年）- 続編で主に電脳器具の応用法
- 『俺の大東亜代理戦争』（角川春樹事務所、2005年／ハルキ文庫、2006年）
- 『バカでもわかる思想入門』（新潮社、2006年）
- 『悪女の美食術』（講談社、2006年／講談社文庫、2009年）
- 『春樹さん、好きになってもいいですか。』（角川春樹事務所、2006年）
- 『バカでもわかる戦争論』（新潮社、2007年）
- 『俺はあやまらない』（扶桑社、2007年）
- 『東京の流儀　贅沢な街歩き』（光文社、2008年）
- 『人間の器量』（新潮新書、2009年）
- 『死ぬことを学ぶ』（新潮新書、2012年）
- 『「贅」の研究』（講談社、2013年）

- 選集『福田和也コレクション』（全3巻予定、ベストセラーズ、2021年3月 - ）

- 『1 本を読む、乱世を生きる』

- 『保守とは横丁の蕎麦屋を守ることである』（河出書房新社、2023年）

### 共著
- 『世界との対決　F1の頂点で見たもの』（桜井淑敏、文・構成担当、PHP研究所、1995年2月）
- 『皆殺しブック・レヴュー　かくも雅かな書評鼎談』（佐藤亜紀・松原隆一郎、四谷ラウンド、1997年8月）
- 『皆殺し文芸批評　かくも厳かな文壇バトル・ロイヤル』（柄谷行人・絓秀実・富岡幸一郎・清水良典・大杉重男・島弘之・東浩紀、四谷ラウンド、1998年6月）
- 『何が終わり、何が始まっているのか』（山田太一、PHPソフトウェアグループ、1998年7月）
- 『世紀末新マンザイ パンク右翼VS.サヨク青二才』（島田雅彦、文藝春秋、1998年8月）
- 『国家と戦争―徹底討議』（西部邁、佐伯啓思、小林よしのり、飛鳥新社、1999年5月）
- 『「日本」を超えろ』（文藝春秋、1999年10月）- 中西輝政・竹中平蔵・北野宏明・磯崎新・浅田彰・山折哲雄へのインタヴュー
- 『真剣勝負』（前田日明、草思社、1999年10月)
- 『憲法改正』（中西輝政編、小林節・櫻井よしこ・長谷川三千子・松本健一、中央公論新社、2000年4月）
- 『最後の対話 ナショナリズムと戦後民主主義』（大塚英志、PHP研究所、2001年12月）
- 『響くものと流れるもの─小説と批評の対話』（柳美里、PHPソフトウェアグループ、2002年3月）
- 『テロルと国家─徹底討議』（佐伯啓思、西部邁、絓秀実、飛鳥新社、2002年4月）
- 『石原慎太郎「総理」を検証する　国民に「日本大乱」の覚悟はあるか』（編著、小学館、2003年4月）
- 『「愛国」問答――これは「ぷちナショナリズム」なのか』（香山リカ、中公新書ラクレ、2003年5月）
- 『空間の行間』（磯崎新、筑摩書房、2004年1月）
- 『スーパーダイアローグ』（リトルモア、2004年9月）- ※計13名との対談集
- 『暴論・これでいいのだ!』（坪内祐三、扶桑社、2004年11月）
- 『皇室の本義 日本文明の核心とは何か』（中西輝政、PHP研究所、2005年1月）
- 『闘牛島 徳之島』（写真：桑嶋維、平凡社、2005年4月）
- 『読んだ、飲んだ、論じた　鼎談書評二十三夜』（鹿島茂、松原隆一郎、飛鳥新社、2005年12月）
- 『あの戦争になぜ負けたのか』（半藤一利、中西輝政、保阪正康、戸髙一成、加藤陽子、文春新書、2006年5月）
- 『本日の論点①』（鹿島茂、松原隆一郎、飛鳥新社、2006年6月）- ※鼎談時論、本巻のみ刊
- 『正義はどこにも売ってない～世相放談70選～』（坪内祐三、扶桑社、2008年3月）
- 『文学の器 現代作家と語る昭和文学の光芒』（坂本忠雄ほか、扶桑社、2009年8月）- 坂本司会による作家たちとの座談
- 『無礼講　酒気帯び時評55選』（坪内祐三、扶桑社、2009年6月）
- 『男の教養―トンカツ放談』（石丸元章、KKベストセラーズ、2010年10月）
- 『革命的飲酒主義宣言』（坪内祐三／構成・石丸元章、扶桑社、2010年12月）
- 『歴史からの伝言　"いま"をつくった日本近代史の思想と行動』（加藤陽子、佐藤優、扶桑社新書、2012年3月）
- 『不謹慎　酒気帯び時評50選』（坪内祐三、扶桑社、2012年7月）
- 『羊頭狗肉　飲んだくれ時評65選』（坪内祐三、扶桑社、2014年8月）
- 『「文豪」がよくわかる本』（監修、宝島社、2016年4月）- 他に「見るだけノート」など4冊刊
- 『論語清談』（西部邁／木村岳雄監修、草思社、2022年6月）

### 作家論
- 『総特集：福田和也　ユリイカ 詩と批評 臨時増刊』[15]青土社、2024年12月。弟子の酒井信が書誌作成

## 単行本未収録(一部)
- 「食うことと書くこと」（『新潮』2016年6月号）
- 「三浦朱門の『箱庭』」（『新潮』2017年7月号）
- 「私の独学ことはじめ（前・後篇）」（『新潮45』2017年8・9月号）
- 「Let It Bleed ――料理人・澤口知之」（『新潮』2017年12月号）
- 「私と美術」-『ARTcollectors'』生活の友社、2014年2月号から2022年12月号まで連載（全106回）

## 連載
- 昭和天皇-『文藝春秋』、最終第7部はウェブ版で連載完結。
- 大宰相・原敬-『VOICE』、完結
- 福田和也の闘う時評-『週刊新潮』、完結
- 人生の星の時間-『新潮45』。ほかに「総理と女たち」
- 世界大富豪列伝 蕩尽の快楽-『週刊現代』、2012年9月より連載。「旅と書物と取材ノート」、「旅のあとさき ナポレオンの見た夢」